# МБР-2

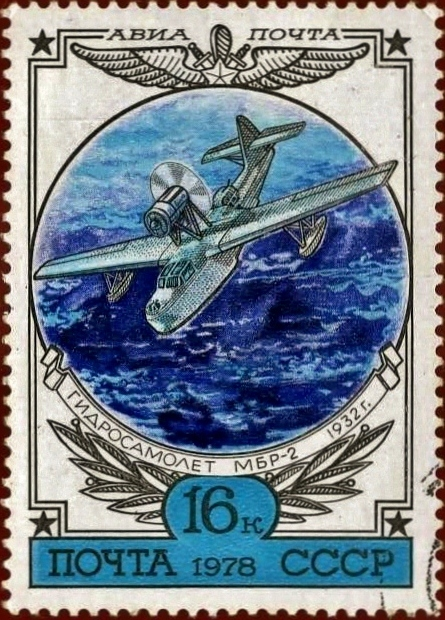
Радянська поштова марка з зображенням МБР-2

МБР-2 (Морський Ближній Розвідник), за класифікацією НАТО «Mote» — радянський літак-амфібія, розроблений на початку 30-х р. XX ст. Перший серійний літак Г. М. Бєрієва. На початок Другої Світової війни — найбільш розповсюджена амфібія на усіх флотах Радянського союзу.

## Історія створення
Проектування МБР-2 почалося 1931 року на Московському авіазаводі № 39, куди молодий Георгій Михайлович Бєрієв потрапив невдовзі після закінчення Ленінградської політехніки. Берієв працював у морській інженерній бригаді № 5. Оскільки в процесі розробки вже знаходився дальній розвідник, молодий амбітний конструктор з власної ініціативи почав проектувати літак-амфібію для потреб ближньої морської розвідки.
Під час створення доля усього проекту кілька разів опинялась під знаком питання. Коли креслення і розрахунки були вже майже завершені, з'ясувалось, що перспективний двигун М-27, під який проектувався МБР-2 не піде в серійне виробництво. Голова 39-го авіазаводу наказав припинити усі роботи по «приреченому» літаку. Але Бєрієв не змирився с перспективою згортання свого першого великого проєкту. Він переконав керівництво, що доопрацьований літак буде відповідати завданню навіть з менш потужним, але доступним двигуном М-17 — ліцензійною копією двигуна BMW VI.
Перший політ прототипу відбувся 3 травня 1932 року у севастопольській бухті «Голландія» під керівництвом відомого морського льотчика Б. Л. Бухгольца. Машина отримала виключно схвальні відгуки пілота-випробовувача. Державне приймання тривало всього 20 днів. Військове керівництво затвердило Акт про державні випробування та рекомендувало МБР-2 до прийняття на озброєння.
Але при розгляді питання про початок серійного виробництва на об'єднаній нараді авіапрому та ВПС раптово категорично проти літака виступив А. М. Туполєв, який в ті часи користувався незаперечним авторитетом в радянській авіації. Туполєв пропонував «замість цієї дровиняки» суцільнометалеву амфібію МДР-2 власної розробки.
Слід зазначити, що внаслідок масштабної реорганізації авіаційної промисловості в середині 1932 р Бєрієв потрапив до Конструкторського відділу сектору дослідного літакобудування ((рос. Конструкторский отдел сектора опытного самолетостроения — КОСОС), безпосереднім керівником якого був саме Туполєв, що майже хоронило остаточну надію на масовий випуск МБР-2. Але за Бєрієва вступилися керівники ЦАГІ, які замовили пасажирську версію літака і надали відповідні вказівки Туполєву. Той сприйняв наказ спокійно і сказав Бєрієву: «Машина — твоя, тож ти нею сам і займайся», що цілком влаштовувало конструктора.
Перший МБР-2 з двигуном М-17 (серійний № 31001), що став еталоном для серії, було збудовано у Таганрозі 2 червня 1934 р. А вже 9 серпня радянське керівництво затвердило рішення про створення при авіаційному заводі № 31 окремого ЦКБ морського літакобудування на чолі з Г. М. Бєрієвим.

## Особливості конструкції
Суцільнодерев'яний моноплан з двигуном, розташованим на важелях над фюзеляжем, і штовхаючим дволопасним гвинтом.
Пасажирська версія гідроплану (МП-1) мала мінімальні відмінності від військової. Основні зміни торкнулись внутрішнього об'єму фюзеляжу. На місці стрільця-радиста було встановлено пасажирські крісла, а на палубі, замість задньої вогневої точки, зроблений вхідний люк.

## Експлуатація
Спочатку конструктор вважав, що літак буде суцільнометалевим. Однак, оцінивши реальну нестачу алюмінію в СРСР на початку 30-х років, Бєрієв вирішив виробляти літак з доступної деревини. З одного боку це значно здешевило конструкцію та відкрило шлях для масового виробництва. З іншого — дерев'яні конструкції потребували примусової сушки після кожного витягання літака з води. Для цього використовувалися усілякі засоби: гарячий пісок в мішках, електролампи, гаряче стиснене повітря або бідони з окропом.

## Рекорди
- Пасажирський варіант МП-1 здійснив рекордний безпосадковий переліт за маршрутом Севастополь — Київ — Новгород — Архангельськ довжиною 2416 км. Літаком керував жіночий військовий екіпаж, до складу якого входили командир Поліна Осипенко, другий пілот Віра Ломако та штурман-радист Марина Раскова.
- Ще один пасажирський літак, що виконував рейс за маршрутом Одеса — Батумі після аварійної посадки на поверхню Чорного Моря зміг продрейфувати дев'ять діб в умовах шторму.

## Використання у бойових діях
МБР-2 з двигунами М-17 поступили до ескадрилей ВПС Тихоокеанського флоту на початку 1934 року, а на Чорноморський та Балтійський флоти в середині того ж року. Північний флот отримав машину у вересні 1936 р.
На початок Великої Вітчизняної війни став наймасовішим літаком-амфібією Збройних Сил СРСР, складаючи основу морської розвідувальної авіації.
Проте МБР-2 зазнав морального старіння порівняно швидко. Вже наприкінці 30-х рр. військових замовників не влаштовували «тихохідні» характеристики дерев'яної амфібії. До того ж, згідно з новою доктриною, флот потребував розвідника великого радіуса дії. З огляду на це було прийнято рішення про поступове планове заміщення МБР-2 більш сучасними суцільнометалевими амфібіями, на кшталт Consolidated PBY Catalina та їх ліцензійними копіями. Але через війну, що розпочалася невдовзі, радянська промисловість не змогла швидко налагодити виробництво нових морських розвідників. Тому МБР-2 лишались в строю і брали участь у бойових діях до кінця війни.
Остаточно МБР-2 зняли з озброєння у 1946 році. Всього було вироблено 1365 літаків, включно з цивільними модифікаціями.

## Серійні варіанти
- МБР-2-М-17 — початкова версія з двигуном М-17;
- МБР-2ВУ-М-17 — літак-водій радіокерованих катерів;
- МП-1 — пасажирський;
- МП-1Т — вантажний;
- МБР-2 М-34 (також іноді МБР-2бис) — з двигуном М-34 (з 1937 р двигун позначався «АМ-34»). Перша серйозна модернізація літака. Окрім двигуна, змін зазнало оперення, що стало більш округленим та звуженим догори;
- МБР-2ВУ-М-34 — літак-водій радіокерованих катерів;
- МП-1бис — пасажирський з двигуном М-34. Також використовувався для аерофотозйомки, зокрема під час проектування і будівництва Байкало-Амурської магістралі.